# Chiesa di Sant'Andrea (Melzo)
La chiesa di Sant'Andrea a Melzo risale all'XI o XII secolo. Contiene affreschi attribuibili alla scuola di Leonardo da Vinci. Nasce come oratorio e cappella privata.

## Storia e descrizione
La fondazione avviene a opera di cittadini melzesi con diritto di Jus et patronatus e nomina dei canonici sin dal XIII secolo.
Ha una pianta rettangolare, con navata, muri di pietra e originario stile gotico-lombardo che si trasforma in barocco nel Settecento. Gli affreschi sono della fine del Quattrocento.
Durante i lavori di restauro iniziati nel 1980 è stato rinvenuto un teschio, all'interno dell'abside, oggetto d'indagine per gli studiosi nell'ipotesi, successivamente ai risultati delle analisi non definitivamente accertata, che appartenesse ai resti di Galeazzo Maria Sforza duca di Milano.

## Attribuzione degli affreschi
Nella chiesa, secondo l'associazione locale Amici di Sant'Andrea, Bernardo Zenale realizzò con Bernardino Butinone il trittico dell'Immacolata Concezione con gli offerenti a destra santa Caterina d'Alessandria, a sinistra san Girolamo. I committenti che l'associazione melzese ha identificato dalla loro simbologia sarebbero Caterina Sforza Riario figlia di Galeazzo Maria Sforza, e il marito Girolamo Riario. La loro presenza rievocherebbe la congiura contro Galeazzo Maria Sforza del 1476, riproposta nella cappella Grifi e realizzata da Zenale e Butinone nella chiesa di San Pietro in Gessate.
Secondo una ricerca recente, al contrario, gli affreschi dell'abside risalgono parte al 1524, per opera di Nicola Mangone detto il Moietta, parte al 1573-74 per opera di Ottavio Semino. È stato il professor Giovanni Agosti in un suo libro sul Mantegna il primo studioso ad attribuire l'affresco all'arte del Moietta. Il professor Giulio Bora, notissimo esperto della pittura del Cinquecento lombardo, insieme agli storici dell'arte Federico Cavalieri e Stefano Bruzzese, confermano e sostengono autorevolmente queste attribuzioni.
Adriano Perosi. Visita pastorale dell'arcivescovo di Milano Carlo Borromeo nella chiesa di Sant'Andrea a Melzo nel 1573. Decreta venga fatta ad affresco la Pesca Miracolosa e la parte superiore del Martirio di Sant'Andrea, già iniziata da un maestro con metodo a secco, ovvero incidendo l'intonaco con un puntale e applicando poi la colorazione. Ottavio Semino eseguirà nel 1574 gli affreschi con data 1574 finale dei lavori nell'abside.
Il Card. Federico Borromeo, visita la Chiesa di Sant'Andrea il 24 luglio 1605, descrive gli affreschi sopra l'altare molto antichi la Beata Vergine, santa Caterina d'Alessandria e san Girolamo. Sui pilastri dell'abside, sotto l'affresco di Santo Stefano, c'è il simbolo della Croce di Sant'Andrea, su quello sotto a Sant'Antonio Abate, il simbolo simile alla quadratura del cerchio, ritrovato sul Codice Atlantico di Leonardo da Vinci ora nella Biblioteca Ambrosiana di Milano.
Nicola Mangone detto il Moietta, probabilmente conosce e frequenta Bernardo Zenale, anche lui andato a Padova dal Mantegna e, sembra, che la Vergine dell'abside in S. Andrea con relativa conchiglia, sia stata realizza dallo Zenale verso la fine del il 1490 ca, non nel 1524, come alcuni sostengono.
Caterina Sforza Riario, venne invitata da Forlì a Milano nel 1486 per rievocare alcuni fatti che riguardavano la morte di suo padre Galeazzo Maria Sforza. Occasione per conoscere la Contessa di Melzo Lucia Marliano, amante di Galeazzo e i due figli da lui avuti, il Contino di Melzo e Ottaviano, fratelli naturali di Caterina. Riconosciuta offerente del trittico affrescato nell'abside in Sant'Andrea dallo Zenale, dalla simbologia applicata come Croce di Sant'Andrea. Nel castello di Milano conosce Leonardo da Vinci, educata culturalmente da papa Sisto IV in Vaticano, conobbe i pittori della bottega del Verrocchio che stavano affrescando la Cappella Sistina. Motivo della conoscenza con Leonardo che la ritrarrà con l'ermellino.
Difficile venga scritto dove trovare il cadavere del duca: solo attraverso i versi di un poeta come il Bellincioni, simboli voluti e applicati dalla committenza sulle proprie vesti in opere dipinte, possono contribuire a questa pista enigmatica. La Dama con l'ermellino di Leonardo da Vinci potrebbe essere d'aiuto se notiamo i simboli della Croce di Sant'Andrea sul vestito, oltre al significato toscano dell'ermellino, detto comunemente Albero di Sant'Andrea = Legno = Croce. Il mistero di questo simbolo si colloca sul nome dell'assassino di Galeazzo Maria Sforza, Giò Andrea da Lampugnano, che si vede negli affreschi dello Zenale nella cappella di Sant'Ambrogio da Ambrogio Grifo in San Pietro in Gessate a Milano.
Ma la storia di questa Chiesa continua.